# Florian Kraft
Florian Kraft (* 4. August 1998 in Marl) ist ein deutscher Fußballspieler.

## Karriere
Nach seinen Anfängen in der Jugend des TSV Marl-Hüls, von Borussia Dortmund, des VfB Hüls und Rot-Weiss Essen wechselte er im Sommer 2015 in die Jugendabteilung des VfL Bochum. Da er dort zu keinem Einsatz im Seniorenbereich gekommen war, wechselte er in der Winterpause 2018/19 zum Drittligisten SC Fortuna Köln. Dort kam er zu seinem ersten Einsatz im Profibereich, als er am 18. Mai 2019, dem 38. Spieltag, bei der 0:2-Heimniederlage gegen die SG Sonnenhof Großaspach in der Startformation stand. Nach dem Abstieg seines Vereins wechselte er im Sommer 2019 zum Regionalligisten SG Wattenscheid 09. Nach der Insolvenz seines Vereins wechselte er im Winter 2020 ligaintern zum Wuppertaler SV. Im Sommer 2020 erfolgte sein Wechsel zum Oberligisten SV Schermbeck.